# Contesto opaco
Un contesto opaco o contesto referenzialmente opaco è un contesto linguistico in cui non sempre è possibile sostituire espressioni "co-referenziali" (espressioni riferite ad uno stesso oggetto) senza alterare il valore di verità della proposizione originale.
Le espressioni coinvolte sono solitamente termini grammaticalmente singolari. Ad esempio, la frase "Lois crede che x sia un eroe" è un contesto opaco perché "Lois crede che Superman sia un eroe" è vero, mentre "Lois crede che Clark Kent sia un eroe" può essere falsa, anche se "Superman" e "Clark Kent" sono espressioni co-referenziali. Lois può non sapere che Clark Kent e Superman si riferiscono alla stessa persona.
Diverso è il discorso se  al verbo "credere", "sapere", si sostituisce il verbo "essere". Ad esempio, nella proposoìizione "Cicerone era un oratore romano" non vi sono problemi a sostituire la parola "Tullio" a "Cicerone" per affermare che "Tullio era un oratore romano".
L'espressione "contesto opaco" è usato nelle teorie filosofiche del riferimento e trova il suo opposto nel contesto trasparente in modo referenziale. Essa si applica si applica anche ai linguaggi artificiali come i linguaggi di programmazione e la logica.
Si  la notazione [t] per indicare una citazione che menziona un termine t, e L per indicare un predicato. [X] crea un contesto opaco dove L(Clark Kent) è falsa, mentre L(Superman) è vera.
Un operatore [X]  potrebbe non essere trasparente anche per altri motivi, poiché la semantica dei linguaggi di programmazione è più ricca di quella della logica, limitata ai valori di verità e falsità. Uno di questi motivi potrebbe essere il numero massimo di lettere che costituiscono l'argomento del predicato L.